# フローティングシティ

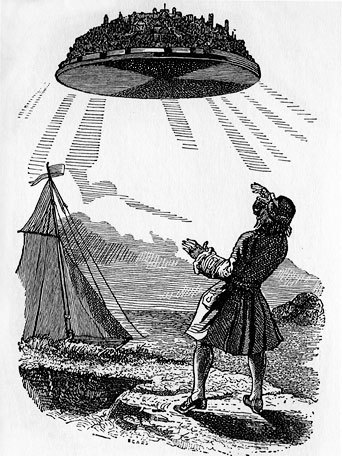
ガリヴァー旅行記（1726年初版）より。空中都市ラピュータと遭遇するガリヴァー

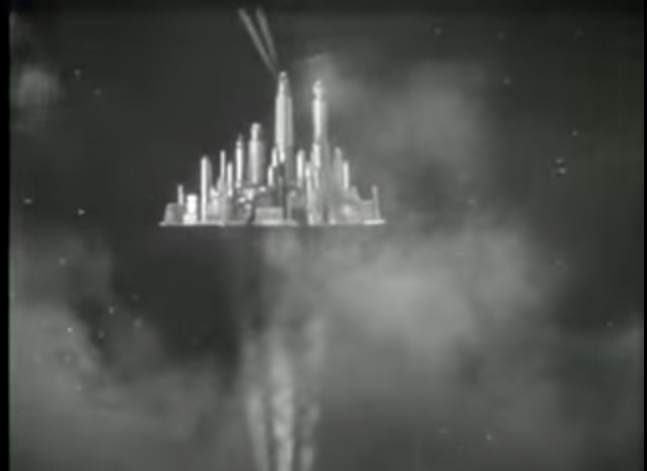
フラッシュ・ゴードン(1936年)に登場する空中都市

フローティングシティ（和訳 浮遊都市、または浮上都市）とは、SF作品に登場する大気中に浮かぶ都市。
イギリス民話『ジャックと豆の木』のように、天空に浮かぶ城や町の存在は古くから空想されてきた。18世紀のファンタジー・風刺小説『ガリヴァー旅行記』では、磁力により島ごと空に浮かせた都市ラピュータが登場する。
現代的な科学考証に基づく、地球上で大気中に浮揚する都市構造物の最初の提案は、バックミンスター・フラーがジオデシック・ドームを日光にて加熱する、巨大な熱気球として浮かべるというものだった（クラウド・ナイン (浮遊都市)を参照）。これと同様の案で、地表付近の温度が極めて高く、気圧も膨大な金星への植民が可能となると考えられている。また、太陽系内の地面を持たない巨大ガス惑星や巨大氷惑星への植民も同様に可能となるだろうと考えられる。これらの惑星でのフローティングシティの主な産業は、その大気からヘリウム3や他の使える資源を抽出することだろう。木星はその高重力、脱出速度、放射線のため居住は難しいが、他の太陽系の巨大ガス惑星より実用的ではある。

## フローティングシティが登場する作品
- 映画『スター・ウォーズ エピソード5/帝国の逆襲』
  - 惑星ベスピンの浮遊するガス鉱山（クラウド・シティ）
- テレビドラマ『スタートレック』
  - 『惑星アーダナのジーナイト作戦』に登場する都市ストラート
- NHK人形劇『空中都市008』（小松左京原作）
- 東京ディズニーシー『ストームライダー』
- ラピュータ (ガリヴァー旅行記) （英語版） ‐ 『ガリヴァー旅行記』第三篇
- 『天空の城ラピュタ』 - 映画作品
- 『魔界塔士Sa・Ga』- 空中世界には浮遊城や空中都市が存在する。